# Hedblomstersläktet
Hedblomstersläktet (Helichrysum) är ett släkte av korgblommiga växter. Hedblomstersläktet ingår i familjen korgblommiga växter.

## Bildgalleri

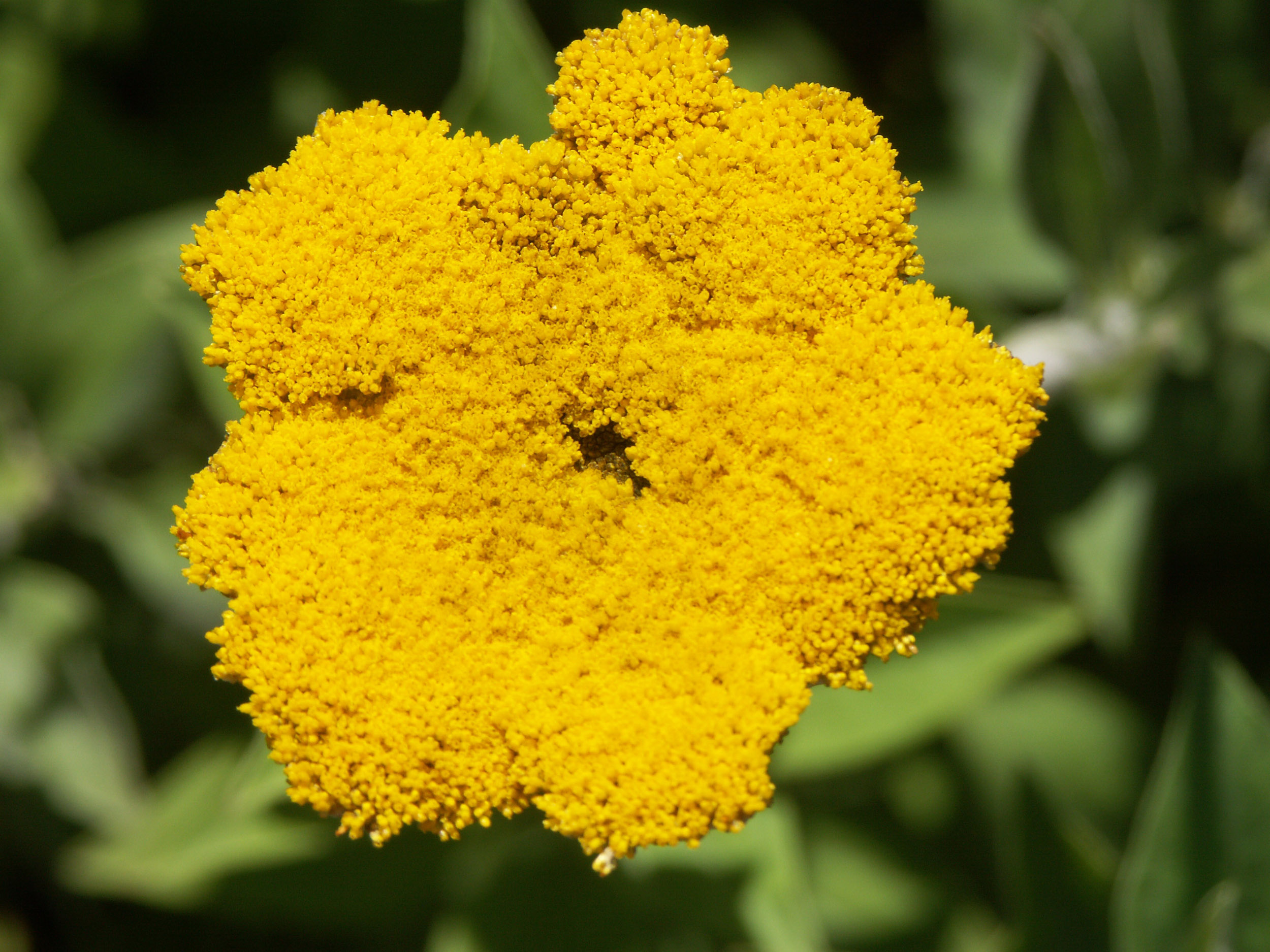
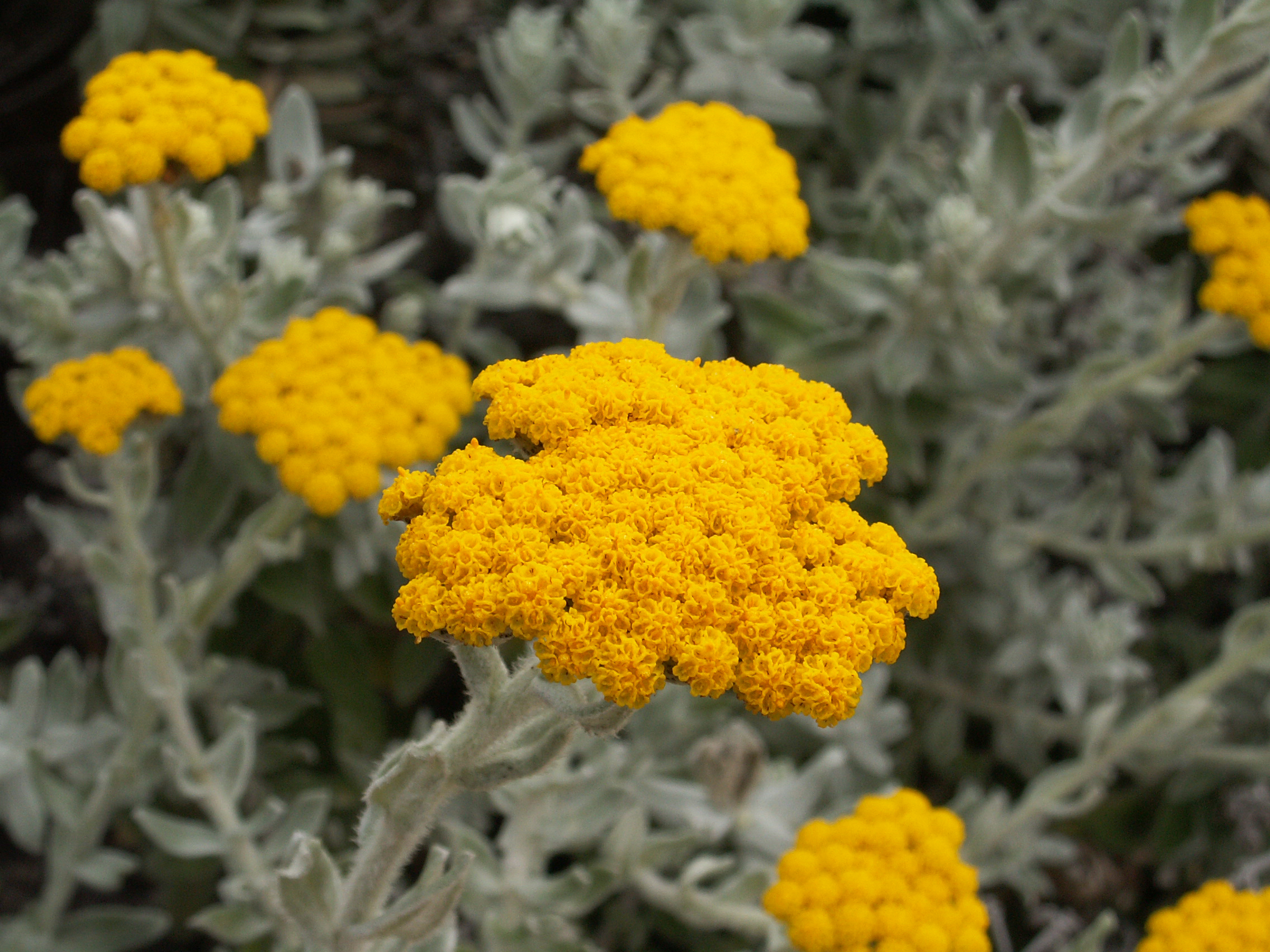
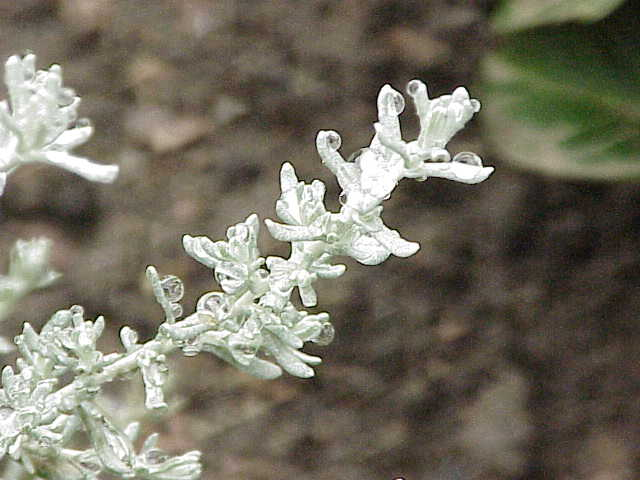
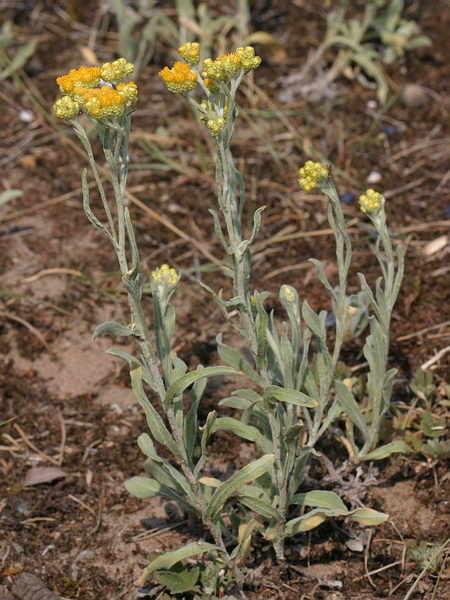
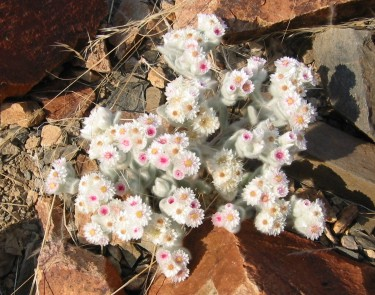
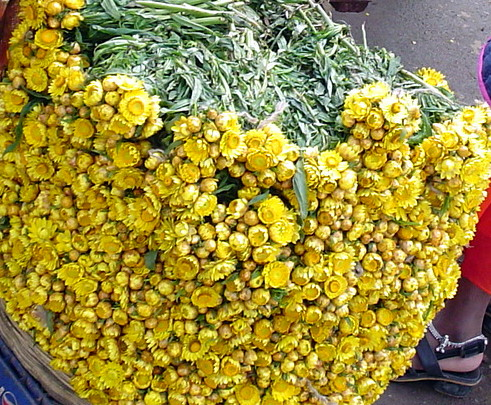

## Dottertaxa till Hedblomstersläktet, i alfabetisk ordning[1]
- Helichrysum abietifolium
- Helichrysum abietinum
- Helichrysum achryroclinoides
- Helichrysum acrophilum
- Helichrysum acuminatum
- Helichrysum acutatum
- Helichrysum adenocarpum
- Helichrysum adhaerens
- Helichrysum adscendens
- Helichrysum albanense
- Helichrysum albertense
- Helichrysum albilanatum
- Helichrysum albirosulatum
- Helichrysum albobrunneum
- Helichrysum album
- Helichrysum allioides
- Helichrysum alsinoides
- Helichrysum alticolum
- Helichrysum altigenum
- Helichrysum ambiguum
- Helichrysum amblyphyllum
- Helichrysum amboense
- Helichrysum ammitophilum
- Helichrysum amplectens
- Helichrysum angustifrondeum
- Helichrysum anomalum
- Helichrysum appendiculatum
- Helichrysum araxinum
- Helichrysum arbuscula
- Helichrysum archeri
- Helichrysum arenarium
- Helichrysum arenicola
- Helichrysum argentissimum
- Helichrysum argyranthum
- Helichrysum argyroglottis
- Helichrysum argyrolepis
- Helichrysum argyrophyllum
- Helichrysum argyrosphaerum
- Helichrysum armenium
- Helichrysum arnicoides
- Helichrysum artemisioides
- Helichrysum arussense
- Helichrysum asperum
- Helichrysum athanaton
- Helichrysum athrixiifolium
- Helichrysum attenuatum
- Helichrysum aucheri
- Helichrysum aureofolium
- Helichrysum aureolum
- Helichrysum aureum
- Helichrysum auriceps
- Helichrysum auronitens
- Helichrysum baccharoides
- Helichrysum bachmannii
- Helichrysum bailundense
- Helichrysum bakeri
- Helichrysum bampsianum
- Helichrysum baronii
- Helichrysum basalticum
- Helichrysum baxteri
- Helichrysum bellidiastrum
- Helichrysum bellum
- Helichrysum benguellense
- Helichrysum benthamii
- Helichrysum biafranum
- Helichrysum boissieri
- Helichrysum bracteatum
- Helichrysum bracteiferum
- Helichrysum brassii
- Helichrysum brownei
- Helichrysum brunioides
- Helichrysum buchananii
- Helichrysum buddleioides
- Helichrysum bujerianum
- Helichrysum buschii
- Helichrysum caespititium
- Helichrysum callichrysum
- Helichrysum callicomum
- Helichrysum callunoides
- Helichrysum calocephalum
- Helichrysum calocladum
- Helichrysum calvertianum
- Helichrysum cameroonense
- Helichrysum camusianum
- Helichrysum candolleanum
- Helichrysum candollei
- Helichrysum capense
- Helichrysum cataractarum
- Helichrysum catipes
- Helichrysum cephaloideum
- Helichrysum cerastioides
- Helichrysum chasei
- Helichrysum chilense
- Helichrysum chionoides
- Helichrysum chionosphaerum
- Helichrysum chrysargyrum
- Helichrysum chrysophorum
- Helichrysum ciliatum
- Helichrysum citricephalum
- Helichrysum citrispinum
- Helichrysum cochinchinense
- Helichrysum cochleariforme
- Helichrysum collinum
- Helichrysum concursum
- Helichrysum confertifolium
- Helichrysum confertum
- Helichrysum congolanum
- Helichrysum cooperi
- Helichrysum coralloides
- Helichrysum cordifolium
- Helichrysum coriaceum
- Helichrysum crassifolium
- Helichrysum cremnophilum
- Helichrysum crispum
- Helichrysum cuspidatum
- Helichrysum cutchicum
- Helichrysum cylindriflorum
- Helichrysum cymosum
- Helichrysum dasyanthum
- Helichrysum dasycephalum
- Helichrysum dasymallum
- Helichrysum davisianum
- Helichrysum decaryi
- Helichrysum decorum
- Helichrysum densiflorum
- Helichrysum depressum
- Helichrysum deserticola
- Helichrysum devium
- Helichrysum devredii
- Helichrysum dichroolepis
- Helichrysum difficile
- Helichrysum diffusum
- Helichrysum dimorphum
- Helichrysum diotoides
- Helichrysum dracaenifolium
- Helichrysum drakensbergense
- Helichrysum dregeanum
- Helichrysum dunense
- Helichrysum duvigneaudii
- Helichrysum ecklonis
- Helichrysum edwardsii
- Helichrysum elatum
- Helichrysum elegantissimum
- Helichrysum elephantinum
- Helichrysum ellipticifolium
- Helichrysum epapposum
- Helichrysum ephelos
- Helichrysum erigavoanum
- Helichrysum errerae
- Helichrysum erubescens
- Helichrysum evansii
- Helichrysum excisum
- Helichrysum faradifani
- Helichrysum felinum
- Helichrysum ferrugineum
- Helichrysum filaginoides
- Helichrysum filicaule
- Helichrysum flanaganii
- Helichrysum foetidum
- Helichrysum fontanesii
- Helichrysum formosissimum
- Helichrysum forskahlii
- Helichrysum forsskalii
- Helichrysum fourcadei
- Helichrysum fragrans
- Helichrysum fruticans
- Helichrysum fruticosum
- Helichrysum fulgens
- Helichrysum fulvescens
- Helichrysum fulvum
- Helichrysum funereum
- Helichrysum gaharoense
- Helichrysum galpinii
- Helichrysum gariepinum
- Helichrysum geminatum
- Helichrysum geniorum
- Helichrysum glaciale
- Helichrysum glanduliferum
- Helichrysum globiferum
- Helichrysum globosum
- Helichrysum glomeratum
- Helichrysum gloria-dei
- Helichrysum glumaceum
- Helichrysum glutinosum
- Helichrysum goetzeanum
- Helichrysum gofense
- Helichrysum gossypinum
- Helichrysum gracile
- Helichrysum gracilipes
- Helichrysum grandibracteatum
- Helichrysum grandiflorum
- Helichrysum graniticola
- Helichrysum graveolens
- Helichrysum griseolanatum
- Helichrysum griseum
- Helichrysum gunnii
- Helichrysum gymnocephalum
- Helichrysum gymnocomum
- Helichrysum hamulosum
- Helichrysum harennense
- Helichrysum harennensis
- Helichrysum harveyanum
- Helichrysum haygarthii
- Helichrysum hebelepis
- Helichrysum hedbergianum
- Helichrysum helianthemifolium
- Helichrysum heliotropifolium
- Helichrysum helothamnus
- Helichrysum helvolum
- Helichrysum hemisphaericum
- Helichrysum herbaceum
- Helichrysum herniarioides
- Helichrysum heterolasium
- Helichrysum heterotrichum
- Helichrysum hilliardiae
- Helichrysum hirtum
- Helichrysum homilochrysum
- Helichrysum horridum
- Helichrysum humbertii
- Helichrysum humblotii
- Helichrysum humboltii
- Helichrysum hyphocephalum
- Helichrysum hypnoides
- Helichrysum hypoleucum
- Helichrysum ibityense
- Helichrysum incarnatum
- Helichrysum indicum
- Helichrysum infaustum
- Helichrysum ingomense
- Helichrysum inornatum
- Helichrysum interjacens
- Helichrysum intermedium
- Helichrysum interzonale
- Helichrysum intricatum
- Helichrysum inyangense
- Helichrysum isolepis
- Helichrysum italicum
- Helichrysum jeffreyanum
- Helichrysum jubilatum
- Helichrysum junodii
- Helichrysum kalandanum
- Helichrysum keilii
- Helichrysum kilimanjari
- Helichrysum kirkii
- Helichrysum korongoni
- Helichrysum kraussii
- Helichrysum krebsianum
- Helichrysum krookii
- Helichrysum lacteum
- Helichrysum lamarckii
- Helichrysum lambertianum
- Helichrysum lanceolatum
- Helichrysum lancifolium
- Helichrysum lanuginosum
- Helichrysum lawalreeanum
- Helichrysum lavanduloides
- Helichrysum lawrencella
- Helichrysum ledifolium
- Helichrysum leimanthium
- Helichrysum lejolyanum
- Helichrysum leontonyx
- Helichrysum lepidissimum
- Helichrysum leptocephalum
- Helichrysum leptorhizum
- Helichrysum lesliei
- Helichrysum leucocephalum
- Helichrysum leucopsideum
- Helichrysum leucosphaerum
- Helichrysum lindsayanum
- Helichrysum lineare
- Helichrysum lineatum
- Helichrysum lingulatum
- Helichrysum litorale
- Helichrysum litoreum
- Helichrysum longifolium
- Helichrysum longinquum
- Helichrysum longiramum
- Helichrysum lucilioides
- Helichrysum luzulaefolium
- Helichrysum macranthum
- Helichrysum macrocephalum
- Helichrysum madagascariense
- Helichrysum maestum
- Helichrysum malaisseanum
- Helichrysum mannii
- Helichrysum maracandicum
- Helichrysum maranguense
- Helichrysum marginatum
- Helichrysum mariepscopicum
- Helichrysum marifolium
- Helichrysum marlothianum
- Helichrysum marmarolepis
- Helichrysum marojejyense
- Helichrysum mechowianum
- Helichrysum melaleucum
- Helichrysum melanacme
- Helichrysum melitense
- Helichrysum membranaceum
- Helichrysum meyeri-johannis
- Helichrysum miconiifolium
- Helichrysum micropoides
- Helichrysum mildbraedii
- Helichrysum milfordiae
- Helichrysum milleri
- Helichrysum milne-redheadii
- Helichrysum mimetes
- Helichrysum mirabile
- Helichrysum mixtum
- Helichrysum moeserianum
- Helichrysum moggii
- Helichrysum molestum
- Helichrysum mollifolium
- Helichrysum monizii
- Helichrysum monodianum
- Helichrysum monogynum
- Helichrysum montanum
- Helichrysum monticola
- Helichrysum montis-cati
- Helichrysum mossamedense
- Helichrysum mundtii
- Helichrysum mussae
- Helichrysum mutabile
- Helichrysum mutisiaefolium
- Helichrysum mutisiifolium
- Helichrysum myriocephalum
- Helichrysum nanum
- Helichrysum natalitium
- Helichrysum neoachyroclinoides
- Helichrysum neocaledonicum
- Helichrysum nervicinctum
- Helichrysum newcastlianum
- Helichrysum newii
- Helichrysum nimbicola
- Helichrysum nimmoanum
- Helichrysum nitens
- Helichrysum niveum
- Helichrysum nodiflorum
- Helichrysum nogaicum
- Helichrysum nudifolium
- Helichrysum nuratavicum
- Helichrysum obconicum
- Helichrysum obcordatum
- Helichrysum obductum
- Helichrysum obtusifolium
- Helichrysum obtusum
- Helichrysum odoratissima
- Helichrysum odoratissimum
- Helichrysum ogadense
- Helichrysum oligocephalum
- Helichrysum oligochaetum
- Helichrysum oligopappum
- Helichrysum oocephalum
- Helichrysum opacum
- Helichrysum oreophilum
- Helichrysum orientale
- Helichrysum outeniquense
- Helichrysum oxybelium
- Helichrysum oxylepis
- Helichrysum pagophilum
- Helichrysum paleatum
- Helichrysum pallasii
- Helichrysum pallens
- Helichrysum pallidum
- Helichrysum palustre
- Helichrysum pamphylicum
- Helichrysum panduratum
- Helichrysum pandurifolium
- Helichrysum pannosum
- Helichrysum panormitanum
- Helichrysum paronychioides
- Helichrysum parvifolium
- Helichrysum pascuosum
- Helichrysum patulifolium
- Helichrysum patulum
- Helichrysum pawekiae
- Helichrysum pedunculatum
- Helichrysum pendulum
- Helichrysum pentzioides
- Helichrysum perlanigerum
- Helichrysum petiolare
- Helichrysum petiolatum
- Helichrysum petraeum
- Helichrysum phylicifolium
- Helichrysum plantago
- Helichrysum platypterum
- Helichrysum plebeium
- Helichrysum plicatum
- Helichrysum plumeum
- Helichrysum polhillianum
- Helichrysum polioides
- Helichrysum polycladum
- Helichrysum pomelianum
- Helichrysum populifolium
- Helichrysum praecinctum
- Helichrysum praecurrens
- Helichrysum proteoides
- Helichrysum pseudoanaxeton
- Helichrysum psiadiifolium
- Helichrysum psilolepis
- Helichrysum pulchellum
- Helichrysum pumilio
- Helichrysum pumilum
- Helichrysum purdiei
- Helichrysum purpurascens
- Helichrysum qathlambanum
- Helichrysum quartinianum
- Helichrysum ramulosum
- Helichrysum raynalianum
- Helichrysum reflexum
- Helichrysum refractum
- Helichrysum repandum
- Helichrysum reticulatum
- Helichrysum retortoides
- Helichrysum retortum
- Helichrysum retrorsum
- Helichrysum revolutum
- Helichrysum rhodellum
- Helichrysum rigidulum
- Helichrysum riparium
- Helichrysum robbrechtianum
- Helichrysum roseo-niveum
- Helichrysum rosmarinifolium
- Helichrysum rosulatum
- Helichrysum rosum
- Helichrysum rotundatum
- Helichrysum rotundifolium
- Helichrysum ruandense
- Helichrysum rubicundum
- Helichrysum ruderale
- Helichrysum rudolfii
- Helichrysum rugulosum
- Helichrysum rupestre
- Helichrysum rutidolepis
- Helichrysum rutilans
- Helichrysum salviifolium
- Helichrysum sanguineum
- Helichrysum sarcolaenifolium
- Helichrysum saxatile
- Helichrysum saxicola
- Helichrysum scabrum
- Helichrysum schimperi
- Helichrysum scitulum
- Helichrysum sclerochlaenum
- Helichrysum scorpioides
- Helichrysum selaginifolium
- Helichrysum selago
- Helichrysum serpentinicola
- Helichrysum sessile
- Helichrysum sessilioides
- Helichrysum setosum
- Helichrysum sibthorpii
- Helichrysum silvaticum
- Helichrysum simillimum
- Helichrysum simulans
- Helichrysum solitarium
- Helichrysum somalense
- Helichrysum spencerianum
- Helichrysum sphaeroideum
- Helichrysum spiciforme
- Helichrysum spiralepis
- Helichrysum spiralipes
- Helichrysum splendidum
- Helichrysum spodiophyllum
- Helichrysum squarrulosum
- Helichrysum stellatum
- Helichrysum stenocladum
- Helichrysum stenoclinoides
- Helichrysum stenopterum
- Helichrysum stilpnocephalum
- Helichrysum stoechas
- Helichrysum stoloniferum
- Helichrysum stolzii
- Helichrysum stramineum
- Helichrysum stuhlmannii
- Helichrysum subdecurrens
- Helichrysum subfalcatum
- Helichrysum subglomeratum
- Helichrysum subluteum
- Helichrysum subsimile
- Helichrysum sulfureofuscum
- Helichrysum summo-montanum
- Helichrysum sutherlandii
- Helichrysum swynnertonii
- Helichrysum symoensianum
- Helichrysum tanaiticum
- Helichrysum tenax
- Helichrysum tenuiculum
- Helichrysum tenuifolium
- Helichrysum teretifolium
- Helichrysum thapsus
- Helichrysum theresae
- Helichrysum thianschanicum
- Helichrysum tillandsiifolium
- Helichrysum tinctum
- Helichrysum tithonioides
- Helichrysum tomentosulum
- Helichrysum tongense
- Helichrysum transmontanum
- Helichrysum traversii
- Helichrysum tricostatum
- Helichrysum trilineatum
- Helichrysum triplinerve
- Helichrysum truncatum
- Helichrysum tysonii
- Helichrysum umbellulatum
- Helichrysum umbraculigerum
- Helichrysum undulifolium
- Helichrysum uninervium
- Helichrysum vernum
- Helichrysum versicolor
- Helichrysum wightii
- Helichrysum wilmsii
- Helichrysum virgineum
- Helichrysum witbergense
- Helichrysum wittei
- Helichrysum woodii
- Helichrysum xerochrysum
- Helichrysum xylocladum
- Helichrysum yuccifolium
- Helichrysum zeyheri
- Helichrysum zwartbergense